# Артюховський Микола Якович
Микола Якович Артюховський (1917, місто Тамбов, тепер Російська Федерація — 5 січня 1980, місто Київ) — український радянський державний та господарський діяч, Заслужений будівельник Української РСР.

## Життєпис
У 1940 році закінчив Харківський інженерно-будівельний інститут.
Після закінчення інституту працював у будівельному управлінні («Дорбуді») Південної залізниці, потім — у системі Міністерства житлово-цивільного будівництва УРСР керуючим тресту, начальником головного управління (главку).
Член ВКП(б) з 1947 року.
У 1956—1957 роках — заступник міністра міського і сільського будівництва Казахської РСР.
У 1957—1959 роках — заступник міністра сільського господарства Казахської РСР з питань будівництва.
З 1959 року працював у Державному комітеті Ради міністрів УРСР у справах будівництва (Держбуді). Одночасно очолював Українське республіканське правління Науково-технічного товариства будівельної індустрії.
У липні 1962 — 5 січня 1980 року — заступник голови Державного комітету Ради міністрів УРСР у справах будівництва (Держбуду УРСР).
Помер 5 січня 1980 року після важкої і тривалої хвороби в Києві.

## Нагороди
- орден Трудового Червоного Прапора
- орден «Знак Пошани»
- чотири медалі
- Почесна грамота Президії Верховної Ради Української РСР
- Заслужений будівельник Української РСР (1967)